# Xavier Caixal i Baldrich
Xavier Caixal i Baldrich   (Tarragona, 1965 - 15 de maig de 2025) va ser un anarcosindicalista i traductor català. Va ser delegat sindical al Banc de Sabadell, secretari general de la federació de banques de la CGT a Catalunya i secretari de finances del sindicat a Tarragona.

## Biografia
Caixal va viure un parell d'anys a Escòcia i Austràlia i va ser docent particular d'anglès. També va estudiar la figura de l'anarquista i militant del CNT reusenc Josep Caixal Llauradó. Després de treballar en el sector bancari fins al 2012, ho va deixar per entrar en el món de la traducció. Gran aficionat a la literatura i la poesia, va llicenciar-se en traducció i interpretació a la Universitat Oberta de Catalunya i en els últims anys va completar adaptacions ambicioses d'autors anglosaxons. El 2023 va traduir al català i al castellà la novel·la La nit de l'esvàstica de Katharine Burdekin, una ucronia antiimperialista i antifeixista en què s'anticipava una possible victòria dels nazis en la Segona Guerra Mundial.
També va traduir els assajos El crepuscle de les màquines (2016) i El poble en la història de la civilització (2020) de anarcoprimitivista John Zerzan, publicats per Lo Diable Gros.